# Triangle porpra

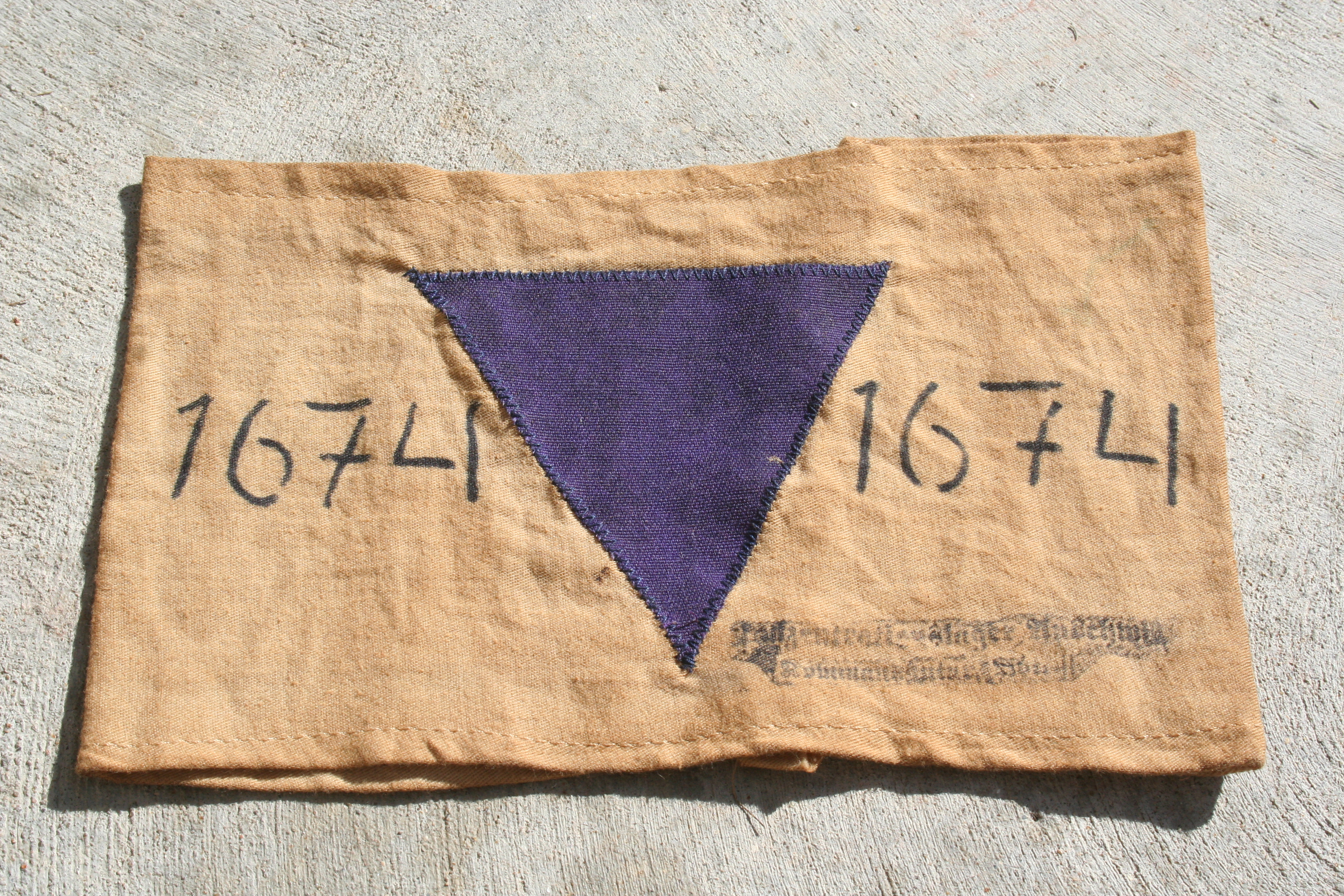
Triangle porpra.

El triangle porpra és un signe nazi per assenyalar, dins els camps de concentració, els Testimonis de Jehovà (o també coneguts com a Bibelforscher), per ser fidels a les seves ensenyances bíbliques. Aquest sistema de marcatge el podem trobar a museus com el de l'holocaust a Washington DC o bé al de Mauthausen.

## Causes de la repressió
La causa principal de la repressió nazi en contra dels testimonis de Jehovà és l'oposició dels principis bàsics del nazisme. Com poden ser la negativa a fer la salutació nazi, la participació en eleccions o a decorar els seus balcons amb la bandera del règim.
Un altre de les causes era el fet que se la relacionés amb enemics racials directes del nazisme, és a dir, amb els jueus i els comunistes.
I, l'última causa és que tenien por que poguessin crear coalició amb la petita burgesia i traguessin el poder als nazis.

## L'inici de la persecució
L'inici de la persecució es va produir en el moment que el partit nacionalsocialista arriba al poder amb Hitler com a cap i es va promulgar la Llei per la protecció pel poble, que eliminava tots els drets de la població alemana; fet que va provocar que els Testimonis de Jehovà comencessin a patir confiscacions de la literatura pròpia. A partir del 10 d'abril dels 1933, es va prohibir totes les activitats relacionades amb ells; dues setmanes després es va retirar totes les publicacions dels testimonis de Jehovà. Finalment, al desembre del mateix any, es va aprovar la llei que permetia l'arrest dels testimonis i, per tal, normalment acabaven als camps de concentració. Tot això va succeir a Alemanya, però a mesura de què Hitler anava conquerint territori, en aquest es posaven en pràctica les mateixes mesures establertes i aprovades a Alemanya.

## Els triangles porpra als camps de concentració
En total hi va haver 10.000 triangles porpra en els camps de concentració, dels quals entre un 25% i un 50% van acabar morts; tot i que no es poden saber amb seguretat, ja que molts papers van ser cremats per desfer-se de les proves, per tant només és una aproximació.
En el moment que el pres arribava al camp, se li atorgava la possibilitat d'alliberar-se d'entrar al camp si signaven un paper renunciant a la seva religió. La majoria d'ells es va negar a signar. Si no signava, el testimoni de Jehovà se l'emportaven a un bloc de concentració on hi havia un o dos testimonis més. Aquest fet va provocar que les reunions entre testimonis dintre dels camps de concentració es poguessin dur a terme, o que es facilités la continuació.
Entre els testimonis de Jehovà, destaquen les dones, ja que el 30 de setembre del 1942 hi va haver un gran canvi: als camps de concentració hi va arribar una carta on deia que les dones que fossin testimonis de Jehovà se'ls hi permetia abandonar el camp per ser treballadores de llar dels membres de les SS. Des de llavors, les dones van començar a fer diferents treballs i alguns d'aquests els permetia obtenir la literatura pròpia d'aquesta religió.
Els testimonis de Jehovà també van ser exterminats, tot i que en general van morir de les mateixes formes que la resta de presoners, però hi havia una diferència: la guillotina. 400 testimonis de Jehovà van morir a la guillotina, i aquest mètode només es feia servir amb els testimonis de Jehovà.

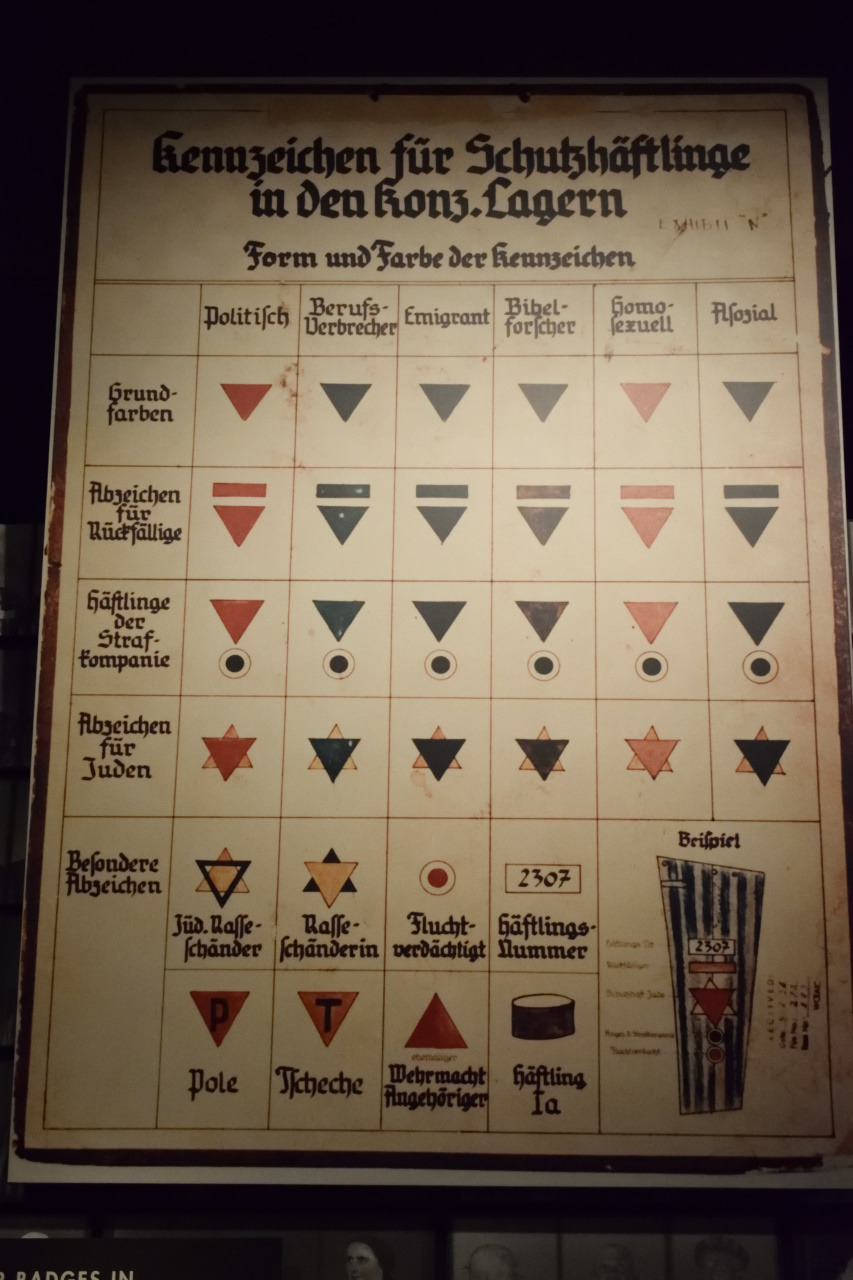
Sistema de marcatge per Triangles on apareixen els triangles porpra com designació als Bibelforscher. Foto del museu de l'holocaust a Washington DC

## El cas dels nens
Els nens van tenir algunes diferències amb els adults. La més important és el fet que el 1943 s'aprovés un decret que deia que se li podia treure la custòdia als pares testimonis de Jehovà per tal de reeducar als seus fills. Si això succeïa, arribava una carta a les famílies on els deien on els nens havien d'anar. A partir d'aquella data, els nens se n'anaven a casa de famílies de membres de les SS o a reformatoris. Als reformatoris, els nens i nenes patien tortures, pallisses per tal de reeducar-los, a més a més els canviaven el nom i els requisaven totes les seves pertinences.